# Miad Yazdani
Miad Yazdani Bejarsari (tiếng Ba Tư: میعاد یزدانی بجارسری; sinh ngày 26 tháng 8 năm 1992 ở Rasht, Iran) là một tiền vệ bóng đá người Iran hiện tại thi đấu cho Sepidrood Rasht ở Iran Pro League.

## Sự nghiệp câu lạc bộ

### Sepidrood
Yazdani bắt đầu sự nghiệp với Sepidrood Rasht. Anh giúp câu lạc bộ trong việc lên chơi tại Azadegan League 2016–17.

### Esteghlal
Ngày 31 tháng 7 năm 2016, Yazdani gia nhập câu lạc bộ Iranian Pro League Esteghlal với bản hợp đồng 3 năm. Anh có màn ra mắt cho Esteghlal ở Cúp Hazfi trong chiến thắng 2–0 trước Malavan Novin vào ngày 1 tháng 10 năm 2016 thay cho Khosro Heydari.

## Thống kê sự nghiệp câu lạc bộ
Tính đến 27 tháng 2 năm 2017
| Thành tích câu lạc bộ | Thành tích câu lạc bộ | Thành tích câu lạc bộ | Giải vô địch | Giải vô địch | Cúp       | Cúp       | Châu lục | Châu lục  | Tổng cộng | Tổng cộng |
| Mùa giải              | Câu lạc bộ            | Giải vô địch          | Số trận      | Bàn thắng    | Số trận   | Bàn thắng | Số trận  | Bàn thắng | Số trận   | Bàn thắng |
| Iran                  | Iran                  | Iran                  | Giải vô địch | Giải vô địch | Cúp Hazfi | Cúp Hazfi | Châu Á   | Châu Á    | Tổng cộng | Tổng cộng |
| --------------------- | --------------------- | --------------------- | ------------ | ------------ | --------- | --------- | -------- | --------- | --------- | --------- |
| 2016-17               | Esteghlal             | Pro League            | 4            | 0            | 1         | 0         | 1        | 0         | 6         | 0         |
| 2017-18               | Sepidrood             | Pro League            | 7            | 0            | 1         | 0         | –        | –         | 8         | 0         |
| Tổng cộng sự nghiệp   | Tổng cộng sự nghiệp   | Tổng cộng sự nghiệp   | 11           | 0            | 2         | 0         | 1        | 0         | 14        | 0         |